# Dun Bragar

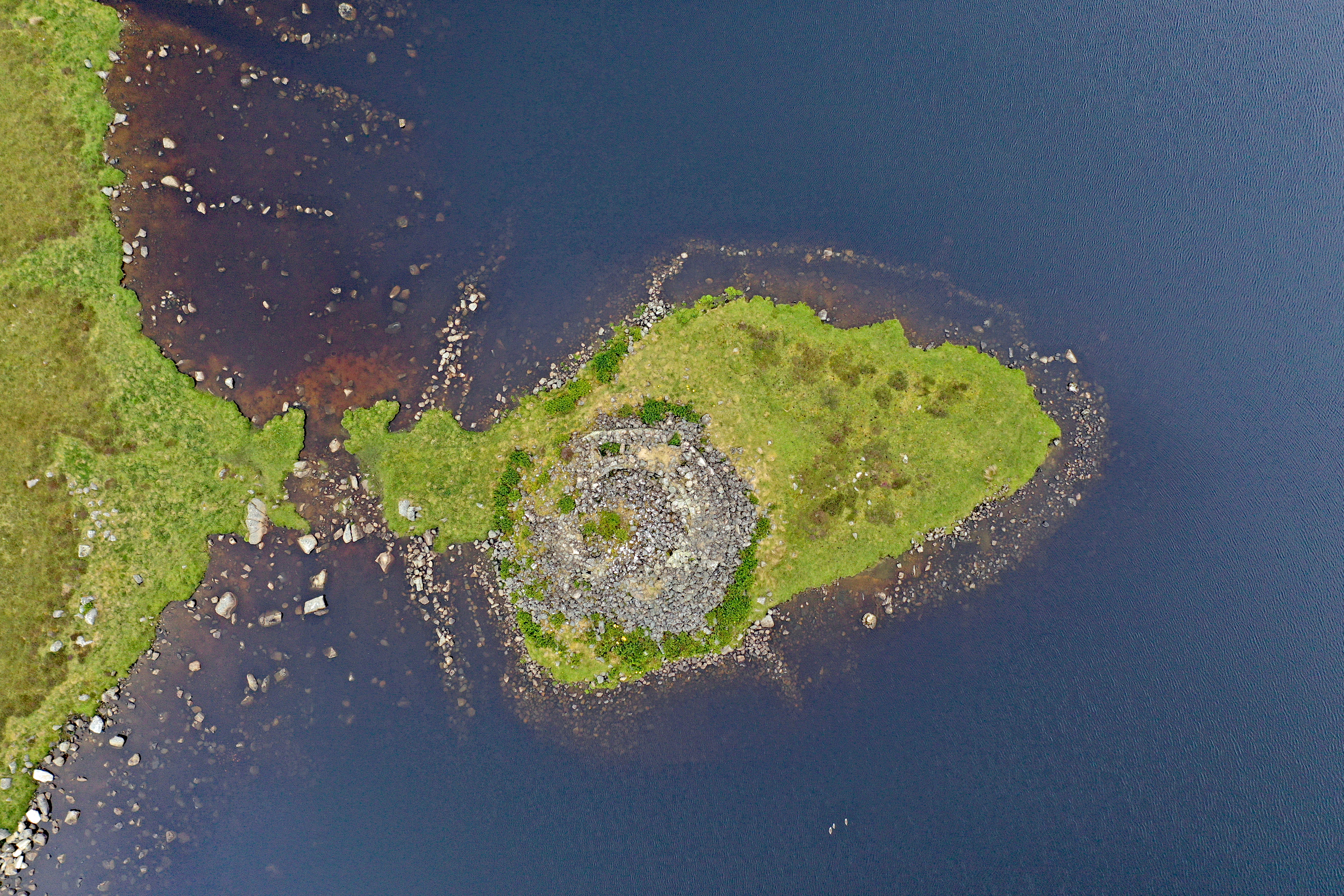
Dun Bragar im Loch an Duna (Blick von oben)

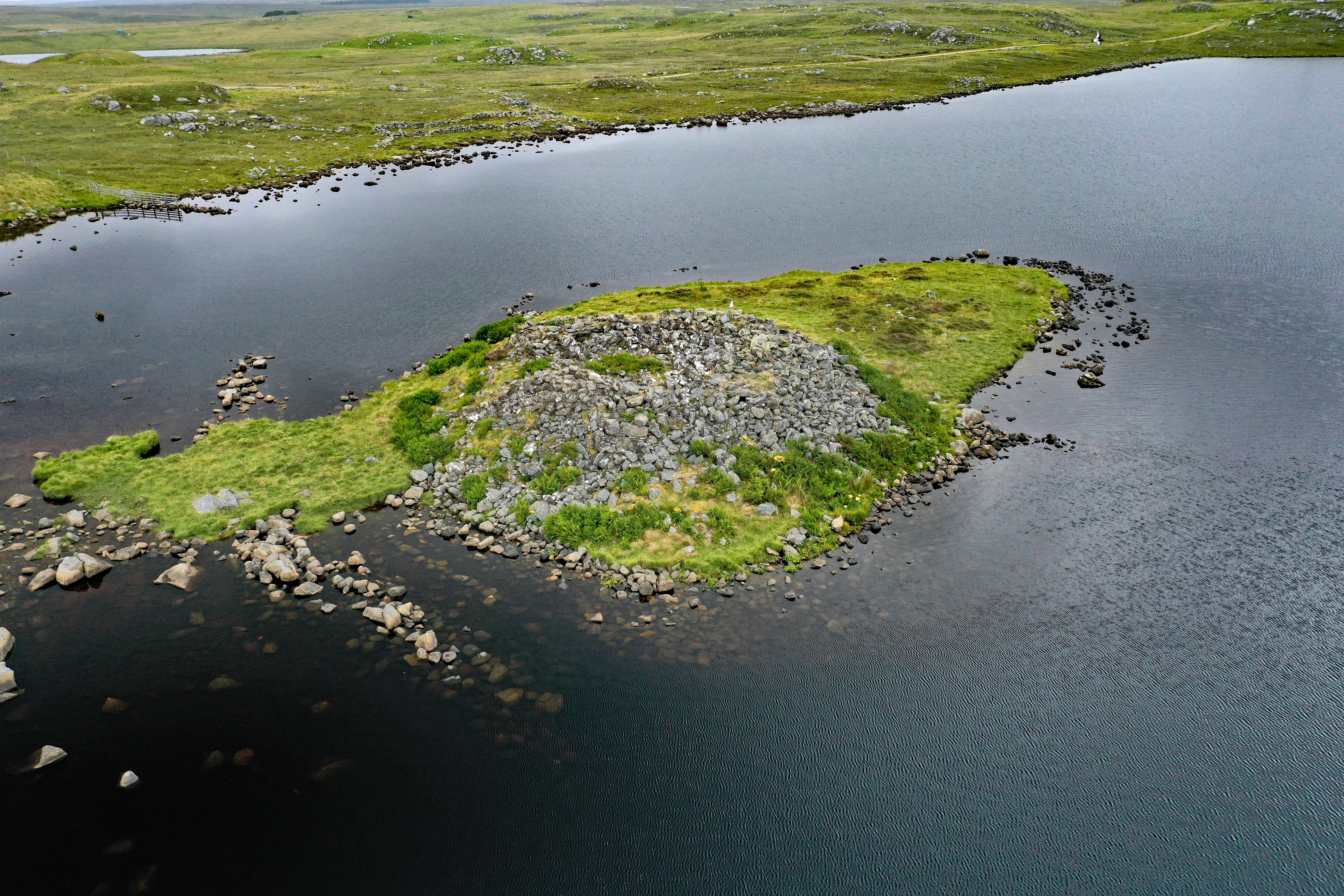
Dun Bragar im Loch an Duna

Dun Bragar (auch Loch An Duna oder Dun Bhagair) ist ein verfallener Broch bei Bragar nahe der Nordwestküste der Hebriden-Insel Isle of Lewis and Harris in Schottland. Er liegt im Norden des Loch an Duna, etwa 80,0 m südlich der Straße A858 am westlichen Ortsrand von Bragar. Mitte des 20. Jahrhunderts entnahm die lokale Bevölkerung viele seiner Steine und die Struktur ist nicht mehr deutlich sichtbar.
Der Broch im See muss in der Eisenzeit ein ebenso großartiger Anblick gewesen sein, wie es die späteren Castles in schottischen Seen sind. Ein steinerner Damm führt vom Festland zur Insel. Es gibt die Überreste von drei Querwänden im Damm, um den Zugang zu kontrollieren. Der Broch zeigt noch die Spuren einer Galerie in der Wand und Teile eines Simses für die Auflage einer Zwischendecke aus Holz. Es gab auch ein großes Nebengebäude auf der Insel, das durch eine Mauer, die jetzt teilweise im See untergetaucht ist, angeschlossen ist.
Die Anlage ist als Scheduled Monument geschützt.